# Isaac Asimov

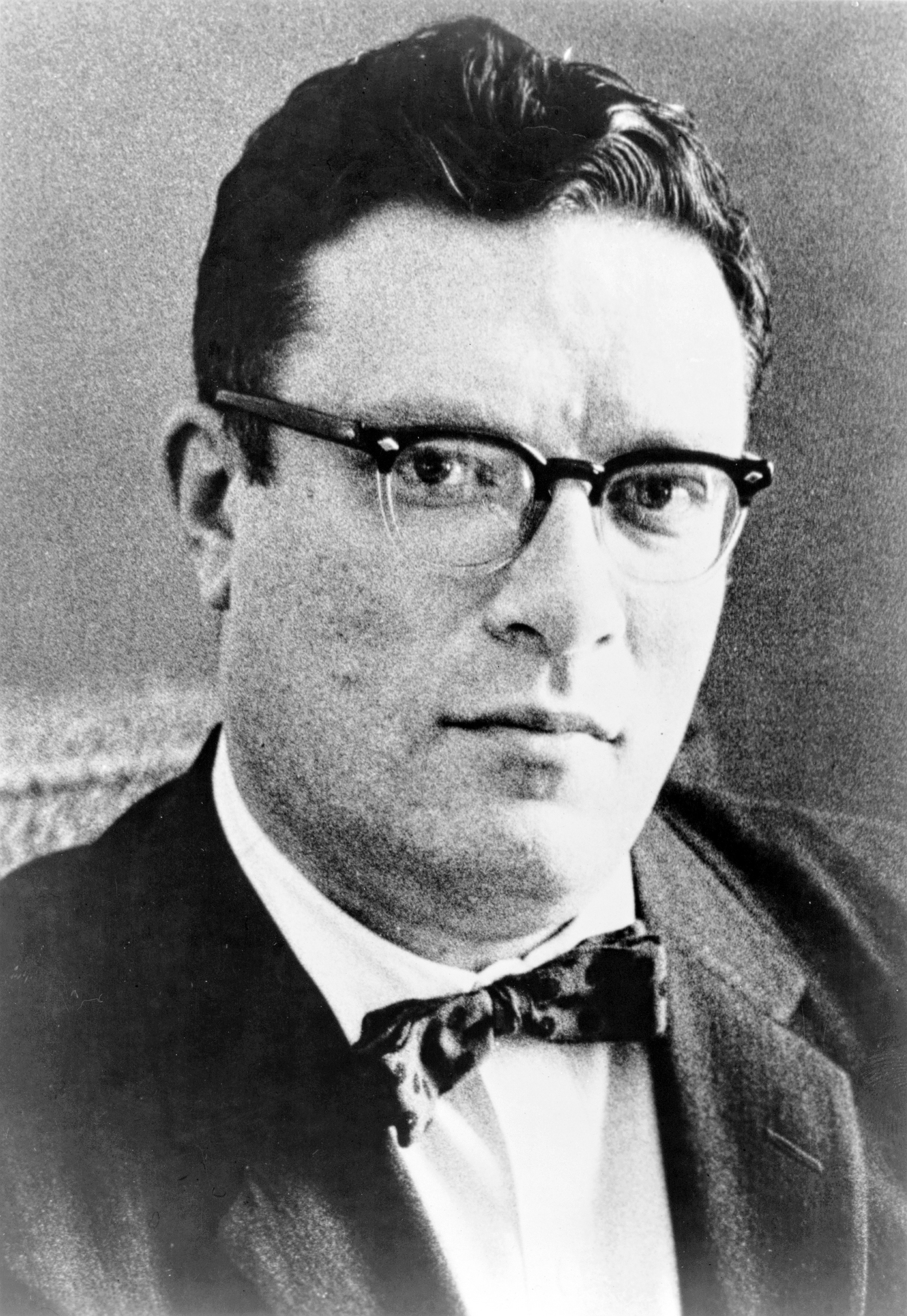
Isaac Asimov (1965)

Isaac Asimov (englisch [ˈaɪzək ˈæzɪmɔv]; * 2. Januar 1920 in Petrowitschi, Russische Sozialistische Föderative Sowjetrepublik; † 6. April 1992 in New York, Vereinigte Staaten) war ein russisch-amerikanischer Biochemiker, Autor von Sachbüchern und zahlreichen populärwissenschaftlichen Büchern und Artikeln sowie einer der bekanntesten Science-Fiction-Schriftsteller seiner Zeit. Zusammen mit Arthur C. Clarke und Robert A. Heinlein wird er oft als einer der „Big Three“ der englischsprachigen Science-Fiction aufgeführt.

## Leben
Isaac Asimov wurde am 2. Januar 1920 in Petrowitschi bei Smolensk als Issaak Judowitsch Asimow (russisch Исаак Юдович Азимов) geboren. Seine jüdischen Eltern wanderten 1923 in die USA aus und Asimov wuchs in Brooklyn, New York, auf. Obwohl er in Russland geboren wurde, lernte Asimov nie Russisch; seine Eltern sprachen mit ihm nur Jiddisch und Englisch, Russisch nur untereinander als Geheimsprache, „wenn sie privat etwas besprechen wollten, was meine großen Ohren nicht hören sollten“. Sein Vater erwarb 1926 die amerikanische Staatsbürgerschaft und kaufte einen Süßwarenladen, in dem Isaac von Anfang an helfen musste. Dadurch hatte er wenig Kontakte zu Gleichaltrigen und wurde früh zum Vielleser, brachte sich selbst mit fünf das Lesen bei und besaß mit sieben die Mitgliedskarte einer Leihbücherei. Die Ausgaben des Magazins Amazing Stories, die im Laden seines Vaters auslagen, waren sein Erstkontakt zur Science-Fiction, wenn er auch erst „offiziell“ Science-Fiction lesen durfte, nachdem Science Wonder Stories aufgetaucht waren und er seinen Vater davon überzeugt hatte, dass dies wertvolle Lektüre sei, weil ja „Wissenschaft“ im Titel geführt werde. Seine Eltern legten ihm ein Studium der Medizin nahe, doch zunächst studierte er ab 1935 Chemie an der Columbia-Universität. Dort war er 1938 an der Gründung der Futurian Science Literary Society beteiligt und lernte dadurch einige Science-Fiction-Autoren kennen, die Futurians. 1939 legte er – neunzehnjährig – den Bachelor of Science in Chemie ab.
Im Jahre 1939 wurde auch mit Marooned Off Vesta (deutsch: Havarie vor Vesta) seine erste Kurzgeschichte in der Märzausgabe von Amazing Stories publiziert. Danach veröffentlichte er vermehrt im von John W. Campbell herausgegebenen Astounding. Einige der dort erschienenen Geschichten fügte er später zur Trilogie Foundation zusammen.
Nachdem seine Bewerbung um einen Studienplatz in Medizin von allen fünf in Frage kommenden Universitäten New Yorks abgewiesen worden war, setzte er sein Chemiestudium fort, das er 1941 mit dem Master abschloss. Während der nächsten vier Jahre unterbrach er kriegsbedingt seine Studien, arbeitete zunächst in der Philadelphia Navy Yard’s Naval Air Experimental Station und diente schließlich kurze Zeit als Wehrpflichtiger in der US-Armee. 1948 wurde er mit 28 Jahren zum Doktor der Biochemie promoviert. Ein Jahr später wurde Asimov als Dozent für Biochemie an die medizinische Fakultät der Universität Boston berufen. 1951 wurde er dort Assistenz-Professor und bekam 1955 eine Daueranstellung. 1958 gab er seine Lehrtätigkeit auf und machte das Schreiben zu seinem Hauptberuf. Er gehörte zum Kreis der Trap Door Spiders, eines literarischen Männerzirkels, die er in einer Kriminalkurzgeschichtenserie als Schwarze Witwer verewigte.
In den 1960er Jahren lernte er Gene Roddenberry kennen, der sich ebenso wie Asimov selbst sehr für künstliche Intelligenz interessierte. 1979 wirkte Asimov als wissenschaftlicher Berater (Special Science Consultant) bei der Entstehung von Star Trek: Der Film mit. Außerdem war er Ehrenvizepräsident des Hochintelligentenvereins Mensa. 1985 wurde er Präsident der American Humanist Association und blieb in dieser Position bis zu seinem Tod.
Asimov war von 1942 bis 1970 mit Gertrude Blugerman verheiratet und hatte zwei Kinder mit ihr (David, * 1951, und Robyn Joan, * 1955). Von 1973 bis zu seinem Tod war er mit Janet Asimov verheiratet. Gemeinsam verfassten sie Science-Fiction-Bücher für junge Leser, am bedeutendsten die Reihe über den Roboter Norby.
Isaac Asimov starb am 6. April 1992 an Herz- und Nierenversagen – eine Folge einer HIV-Infektion, die er sich 1983 durch eine Bluttransfusion anlässlich einer Bypass-Operation zugezogen hatte.

## Werk

### Überblick
Im erzählerischen Teil seines Gesamtwerks lassen sich drei Schwerpunkte ausmachen:
1. seine Robotergeschichten auf der Erde der nahen Zukunft
2. seine Roboterkrimis der weiteren Zukunft
3. seine Geschichten um das galaktische Imperium der fernen Zukunft

Die Schwerpunkte verband er in seinem späteren Leben durch weitere Romane, die die Handlungslücken seiner Frühwerke füllen. Der Handlungsbogen spannt sich dabei über 20 Jahrtausende.
Daneben schrieb er zahlreiche Kurzgeschichten und einige Romane mit unabhängigem Handlungsrahmen.
Seine Robotergeschichten und vor allem die Kurzgeschichte Und Finsternis wird kommen… (orig. Nightfall) werden als besonders hervorragende Werke des Science-Fiction-Genres angesehen. Tatsächlich wurde Nightfall 1968 von den Science Fiction Writers of America als die beste Science-Fiction-Geschichte vor 1965 gekürt.
Neben den Robotergeschichten gründet sich sein Ruhm auf eine Serie von Kurzgeschichten, die später als Foundation-Zyklus veröffentlicht wurden. Darin schildert er, inspiriert von Edward Gibbons Hauptwerk The History of the Decline and Fall of the Roman Empire, den Niedergang eines galaktischen Imperiums. Auch die Kurzgeschichten Das Chronoskop und Geschichte eines Helden weisen eine deutliche Antikenrezeption auf, was damit zusammenhängt, dass Asimov ein großer Bewunderer Hannibals war und zeitweise überlegt hatte, den Berufsweg eines Historikers einzuschlagen.
Asimov erfand Begriffe, die heute allgemein in die Science-Fiction und in den Sprachgebrauch eingeflossen sind, so zum Beispiel „Positronik“ als Gegensatz zu bzw. Weiterentwicklung von Elektronik (erstmals erwähnt in Reason 1941), „Robotik“ (erstmals in der Kurzgeschichte Runaround, März 1942 – der Name des Unternehmens U.S. Robotics geht darauf zurück) und „Psychohistorik“ (Foundation-Zyklus).
Seine Werke haben viele andere Schriftsteller inspiriert und seine Science-Fiction-Sammlungen zahllose Leser begeistert. Insbesondere die drei Gesetze der Robotik wurden Gemeingut der Science-Fiction.
Asimovs Schaffen beschränkte sich nicht nur auf Science-Fiction. Er entwickelte sich nach Aufgabe seiner Lehrtätigkeit zu einem modernen Universalgelehrten: Er war Mitverfasser eines Lehrbuches der Biochemie, schrieb Bücher über die Bibel und William Shakespeare, Werke über die griechische und römische Geschichte und Sachbücher über naturwissenschaftliche Themen aus fast allen Gebieten – darunter eine Anleitung für die Benutzung von Rechenschiebern. Insgesamt veröffentlichte er über 500 Bücher und mehr als 1600 Essays. Außerdem war er der Herausgeber zahlreicher Science-Fiction-Anthologien und einer eigenen Science-Fiction-Zeitschrift. Im deutschen Sprachraum wenig bekannt ist, dass er auch mehrere Bände mit humoristischen Texten, Anekdoten und Limericks veröffentlichte. Auf 399 Folgen kam seine Wissenschaftskolumne im The Magazine of Fantasy and Science Fiction, die er 33 Jahre lang schrieb und die in Buchform auszugsweise in 26 Bänden erschien.
Eine seiner populärwissenschaftlichen Arbeiten ist das zweibändige Werk Die exakten Geheimnisse unserer Welt (Isaac Asimov’s New Guide to Science), das dem Laien im Stil eines Opernführers die naturwissenschaftliche Welt nahebringt.

### Roboter

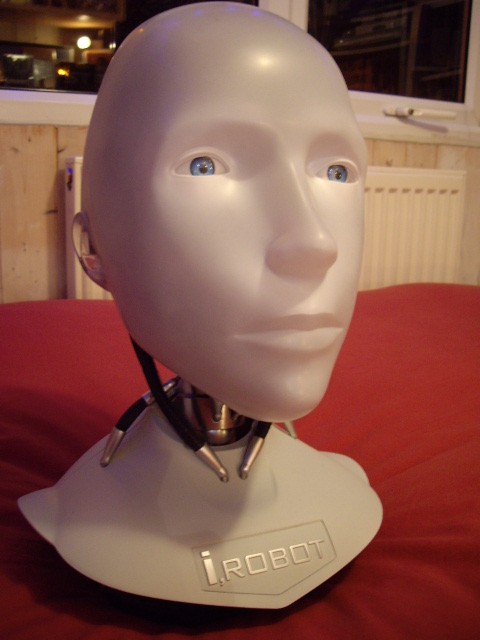
Roboterkopf aus der Filmadaption I, Robot aus dem Jahr 2004

In der Kurzgeschichte Robbie (1940) beschäftigte sich Asimov erstmals gründlich mit Maschinen mit künstlichen Gehirnen, den Robotern. Vor Asimov war die Mehrheit der Robotergeschichten in der Literatur dem Frankensteinmuster gefolgt, was Asimov als unglaublich langweilig bezeichnete: „Roboter wurden geschaffen und zerstörten ihre Erschaffer“. In der 1942 erstmals erschienenen Erzählung Runaround postulierte Asimov die Robotergesetze.
1. Ein Roboter darf keinen Menschen verletzen oder durch Untätigkeit zu Schaden kommen lassen.
2. Ein Roboter muss den Befehlen eines Menschen gehorchen, es sei denn, solche Befehle stehen im Widerspruch zum ersten Gesetz.
3. Ein Roboter muss seine eigene Existenz schützen, solange dieser Schutz nicht dem Ersten oder Zweiten Gesetz widerspricht.

Asimov geht davon aus, dass Werkzeuge im Allgemeinen so konstruiert sind, dass sie implizit diesen Gesetzen gehorchen müssen. Analog werden in seinen Geschichten Roboter-Gehirne so entworfen, dass die Roboter nicht anders können und nichts anderes dürfen, als den drei Gesetzen der Robotik zu gehorchen. Es sind Positronengehirne, die nicht die Wahl haben, explizit oder gar eigenmächtig zu entscheiden. Sie reagieren zwangsweise, ähnlich wie heutige Computersysteme nach dem Binärsystem reagieren: 0= Nicht ausführen; 1= Ausführen. Diese Gesetze sind nach Asimov notwendig, damit ein Roboter nicht zu eigenem Bewusstsein gelangt, was ein unüberschaubares Chaos und unkalkulierbare Folgen für Mensch und Maschine bewirken könnte.
Asimov hat als „Vice Versa“ die drei Gesetze auch auf den Menschen projiziert. Die Gesetze der Humanistik besagen:
1. Ein Mensch darf keinen Menschen verletzen oder durch Untätigkeit zu Schaden kommen lassen.
2. Ein Mensch muss einem Roboter Befehle geben, die die robotische Existenz bewahren, es sei denn, solche Befehle fügen einem Menschen Schaden zu.
3. Ein Mensch darf einem Roboter nicht schaden oder ihn durch Untätigkeit zu Schaden kommen lassen, es sei denn, dieser Schaden ist zwingend notwendig, um einen Menschen vor Schaden zu bewahren oder einen lebensnotwendigen Auftrag auszuführen.

Diese Auflistung der „Gesetze der Humanistik“ entsprechen ohne zwingenden Vergleich dem Roman Farm der Tiere von George Orwell, in dem sich Tiere der Herrschaft des Menschen entledigen und zu eigenen (humanistischen/tierischen) Gesetzen finden, die dann von ihnen selbst wieder verändert beziehungsweise aufgehoben werden und zur gleichen Abhängigkeit ihrer Selbst führen. Diesem Revolutionsgedanken zur eigenmächtigen Veränderung bestehender, bindender Implementierungen entsprechen Asimovs Gesetze der Robotik, die unter keinen Umständen gebrochen, aber in seinen Geschichten des Öfteren durch Ausnahmesituationen nicht nur durch Roboter, sondern auch durch Menschen in Frage gestellt beziehungsweise umgangen werden können und zu Recht genau diese Fragen einer freien, sich selbst entscheidenden Existenz von Leben aufwerfen – so zum Beispiel in der Erzählung Der 200-Jährige.
In den Erzählungen von Ich, der Robot (1950) handelt Asimov viele Teilaspekte dieser Gesetze ab. In den Geschichten geht es größtenteils um zwei Robotikspezialisten (Gregory Powell und Michael Donovan), die verschiedene Problemfälle lösen müssen, zum Beispiel
- einen Roboter, der stur nach Logik argumentiert (Reason / Vernunft)
- „verrückte“ Roboter, die auf seltsame Weise handeln, weil ihre Aufgabe im Konflikt mit einem der Gesetze steht (Runaround/Herumtreiber) (Escape / Flucht)
- einen Roboter, der ein emotionales Verhalten hat und dadurch das erste Gesetz missachtet (First Law / Das erste Gesetz)

Der Charakter Susan Calvin spielt ebenfalls eine große Rolle in den Geschichten und war eine der Lieblingsfiguren des Autors. Mit Susan Calvin schuf er eine Figur, die von Arthur C. Clarke im Roman 3001 – Die letzte Odyssee als „Vorbild im geistigen Wettstreit zwischen Robotern und Menschen“ bezeichnet wurde. In Asimovs Geschichten wurde sie als kühle, nahezu emotionslose Robotpsychologin der „US Robots and Mechanical Men, Inc.“ dargestellt, die mit Robotern wesentlich besser umgehen kann als mit Menschen. So sorgt sie sich zum Beispiel in der Geschichte Lenny um einen Roboter, der sich durch eine versehentlich veränderte Programmierung benimmt wie ein menschliches Baby. Es gibt in seinen Geschichten auch verstreute Andeutungen, dass sie selbst einem Roboter sehr ähnlich sei.
Die Kriminalromane The Caves of Steel (1954, dt. Die Stahlhöhlen), The Naked Sun (1957, dt. Die nackte Sonne) um den Polizisten Elijah (Lije) Bailey und den Roboter R. Daneel Olivaw (in einigen älteren Übersetzungen auch als Tom Bailey und R. Daniel Oliver) sowie die Nachfolgeromane The Robots of Dawn (1983, dt. Der Aufbruch zu den Sternen) und Robots and Empire (1985, dt. Das Galaktische Imperium) geben eine umfassende Einführung in die Zukunftswelt Asimovs.
Später lässt Asimov in Das Galaktische Imperium das sogenannte „Nullte Robotergesetz“ entwickeln:
- Ein Roboter darf der Menschheit keinen Schaden zufügen oder durch seine Untätigkeit gestatten, dass die Menschheit zu Schaden kommt.

Das Erste, Zweite und Dritte Gesetz der Robotik werden entsprechend modifiziert: „… es sei denn, dadurch würde das Nullte Gesetz verletzt.“ Bezeichnenderweise ist es kein Mensch, sondern ein Roboter (R. Daneel Olivaw), der dieses Gesetz aufstellt.
In der Trilogie um den Roboter Caliban (das Konzept zu den Romanen um Caliban stammt noch von Asimov selbst, wurde jedoch von Roger MacBride Allen umgesetzt) werden die drei Gesetze verworfen und die „neuen Gesetze“ entstehen:
- Ein Roboter darf keinen Menschen verletzen.
- Ein Roboter ist verpflichtet, mit Menschen zusammenzuarbeiten, es sei denn, diese Zusammenarbeit stünde im Widerspruch zum Ersten Gesetz.
- Ein Roboter muss seine eigene Existenz schützen, solange er dadurch nicht in einen Konflikt mit dem Ersten Gesetz gerät.
- Ein Roboter hat die Freiheit zu tun, was er will, es sei denn, er würde dadurch gegen das Erste, Zweite oder Dritte Gesetz verstoßen.

Der im Juli 2004 erschienene Kinofilm I, Robot mit Will Smith bezieht sich auf die gleichnamige Kurzgeschichtensammlung. Der Film verwendet Personen und Motive aus diesen Geschichten, die Handlung des Films ist von den Drehbuchautoren neu entwickelt.
Ebenfalls erfolgreich war der Film Der 200 Jahre Mann. Der Android Andrew Martin (gespielt von Robin Williams) entdeckt im Laufe des Films künstlerische und menschliche Fähigkeiten. Sein Ziel ist es, als Mensch anerkannt zu werden. Zu Beginn des Films werden die Gesetze präsentiert, deren Auswirkungen sich mehrfach im Film zeigen.
Zudem waren die Robotergesetze auch Thema der Folge Hüter des Gesetzes der Serie Raumpatrouille sowie in der Episode Erregungsfaktor: Null der Sitcom The Big Bang Theory.
Handbuch der Robotik
56. Auflage, 2058 A.D.
Der berühmte Titel I, Robot dieser Kurzgeschichtensammlung wurde nicht von Asimov, sondern vom Verlag (gegen Asimovs Einwände) gewählt, da der Titel I, Robot eine damals sehr bekannte Kurzgeschichte von Eando Binder war und Umsatzsteigerungen erwarten ließ. Asimov selbst schwebte als Titel Mind and Iron vor.
Die späten Jahre seines Werks waren gekennzeichnet durch das Bemühen, seine Romane chronologisch anzuordnen und Lücken aufzufüllen, um so eine fortlaufende Geschichte der Menschheit, beginnend 1982 mit der Geburt Susan Calvins und Gründung der „U.S. Robots and Mechanical Men, Inc.“ (I, Robot) und erst Zehntausende von Jahren in der Zukunft endend, zu schaffen.

## Sexuelle Belästigungen
Asimov liebkoste, küsste und kniff Frauen auf Kongressen und anderswo oft ohne deren Zustimmung. Laut Alec Nevala-Lee, Autor einer Asimov-Biografie und Autor über die Geschichte der Science Fiction, verteidigte er sich oft mit der Aussage, dass diese Frauen keineswegs Einwände hatten, sondern kooperierten. In einem satirischen Stück von 1971, The Sensuous Dirty Old Man, schrieb Asimov: „Die Frage ist also nicht, ob ein Mädchen berührt werden sollte oder nicht. Die Frage ist nur, wo, wann und wie sie berührt werden sollte.“
Laut Nevala-Lee waren jedoch „viele dieser Begegnungen eindeutig nicht einvernehmlich“. Er schrieb, dass Asimovs Verhalten als führender Science-Fiction-Autor und -Persönlichkeit zu einer unerwünschten Atmosphäre für Frauen in der von Männern dominierten Science-Fiction-Gemeinschaft beitrug. Um dies zu untermauern, zitierte er einige von Asimovs zeitgenössischen Schriftstellerkollegen wie Judith Merril, Harlan Ellison und Frederik Pohl sowie Herausgeber wie Timothy Seldes. Weitere spezifische Vorfälle werden von anderen Personen berichtet, darunter Edward L. Ferman, langjähriger Herausgeber von The Magazine of Fantasy & Science Fiction, der schrieb „… anstatt die Hand meiner Verabredung zu schütteln, schüttelte er ihre linke Brust“.

## Trivia
- In ihrem Roman Die fliegenden Zauberer (1976) setzten die beiden Science-Fiction-Autoren Larry Niven und David Gerrold Asimov ein literarisches Denkmal: Ein Wissenschaftler muss mit seinem Raumschiff auf einem fremden Planeten notlanden. Mit Hilfe seines Übersetzungsgerätes verständigt er sich mit den humanoiden Intelligenzwesen dieses Planeten. Verwundert nimmt er zur Kenntnis, dass sie ihn Purpur nennen. Das Übersetzungsgerät gab seinen Namen mit Wie eine Farbe zwischen Purpur und Grau aus, eine Umschreibung für Malve. Im Englischen: As a mauve, was ähnlich klingt wie Asimov.

## Auszeichnungen
Hugo Award
- 1963 Sonderpreis für das „Hinzufügen von Wissenschaft (Science) in die Science-Fiction“
- 1966 Sonderpreis für die beste Science-Fiction-Serie aller Zeiten: Foundation-Trilogie
- 1973 Bester Roman für: Lunatico oder Die nächste Welt (The Gods Themselves)
- 1977 Beste Erzählung für: Der Zweihundertjährige (The Bicentennial Man)
- 1983 Bester Roman für: Auf der Suche nach der Erde (Foundation’s Edge)
- 1992 Beste Erzählung für: Gold (Gold)
- 1995 Bestes Sachbuch für: I. Asimov: A Memoir
- 1996 Bester Roman für: Der galaktische General (The Mule) – Retro Hugo für das Jahr 1945
- 2016 Beste Kurzgeschichte für: Robbie (Robbie) – Retro Hugo für das Jahr 1940
- 2018 Beste Erzählung für Foundation – Retro Hugo für das Jahr 1942

Nebula Award
- 1972 Bester Roman für: Lunatico oder Die nächste Welt (The Gods Themselves)
- 1977 Beste Erzählung für: Der Zweihundertjährige (The Bicentennial Man)
- 1987 Sonderpreis für sein Lebenswerk (Nebula Grand Master Award)

Locus Award
- 1973 Bester Roman für: Lunatico oder Die nächste Welt (The Gods Themselves)
- 1975 Beste neu aufgelegte Anthologie für: Before the Golden Age
- 1977 Beste Erzählung für: Der Zweihundertjährige (The Bicentennial Man)
- 1981 Bestes Sachbuch für: In Joy Still Felt: The Autobiography of Isaac Asimov, 1954–1978
- 1983 Bester Roman für: Auf der Suche nach der Erde (Foundation’s Edge)
- 1987 Beste Kurzgeschichte für: Robot Dreams
- 1995 Bestes Sachbuch für: I. Asimov: A Memoir

Weitere Auszeichnungen
- 1957 Thomas Alva Edison Foundation Award, für ein Buch über die chemischen Elemente
- 1960 Howard W. Blakeslee Award der American Heart Association, für ein Buch über Blutchemie
- 1965 Mitglied der American Academy of Arts and Sciences
- 1965 James T. Grady-James H. Stack Award von der American Chemical Society für: Das Erklären von Chemie für die Allgemeinheit (Interpreting Chemistry for the Public)
- 1967 Edward E. Smith Memorial Award for Imaginative Fiction
- 1973 Ditmar Award / Australian Science Fiction Achievement Award für The Gods Themselves in der Kategorie „International Long Fiction“
- 1981 wurde ein Asteroid nach ihm benannt: (5020) Asimov
- 1987 Asimov’s Readers’ Poll für Robot Dreams als beste Kurzgeschichte
- 1993 Asimov’s Readers’ Poll für Cleon the Emperor als beste Erzählung
- 1996 Seiun Award – Beste Kurzgeschichte für: Robot Dreams
- 1997 Postume Aufnahme in die Science Fiction Hall of Fame
- 2008 First Fandom Hall of Fame Award

Nach Asimov ist außerdem ein Marskrater benannt, siehe Liste der Marskrater/A.

## Bibliografie
Isaac Asimov war ungewöhnlich produktiv. Seine Arbeit umfasst mehr als 500 Werke, von denen eine ebenfalls dreistellige Zahl ins Deutsche übersetzt wurde. Die hier gezeigten Romantitel sind nur eine kleine Auswahl seiner bekanntesten Werke. Zu einer umfassenderen Werkliste siehe die Bibliografie der Werke von Asimov.
Foundation-Zyklus
Imperium-Romane:
- Pebble in the Sky (1950; deutsch: Radioaktiv…!)
- The Stars, Like Dust (1951; deutsch: Sterne wie Staub)
- The Currents of Space (1952; deutsch: Der fiebernde Planet)

Foundation-Trilogie:
- Foundation (1951; deutsch: Der Tausendjahresplan)
- Foundation and Empire (1952; deutsch: Der galaktische General)
- Second Foundation (1953; deutsch: Alle Wege führen nach Trantor)

Roboter-Romane:
- The Caves of Steel (1954; deutsch: Der Mann von drüben, auch als: Die Stahlhöhlen)
- The Naked Sun (1957; deutsch: Die nackte Sonne)
- The Robots of Dawn (1983; deutsch: Der Aufbruch zu den Sternen)
- Robots and Empire (1985; deutsch: Das galaktische Imperium)

Fortsetzung der Foundation-Trilogie:
- Foundation’s Edge (1982; deutsch: Die Suche nach der Erde)
- Foundation and Earth (1986; deutsch: Die Rückkehr zur Erde)

Vorgeschichte der Foundation:
- Prelude to Foundation (1988; deutsch: Die Rettung des Imperiums)
- Forward the Foundation (1991; deutsch: Das Foundation-Projekt)

Lucky-Starr-Romane (als Paul French)
- Lucky Starr, Space Ranger (1952; deutsch: Gift vom Mars)
- Lucky Starr and the Pirates of the Asteroids (1953; deutsch: Flug durch die Sonne)
- Lucky Starr and the Oceans of Venus (1954; deutsch: Im Ozean der Venus)
- Lucky Starr and the Big Sun of Mercury (1956; deutsch: Im Licht der Merkur-Sonne)
- Lucky Starr and the Moons of Jupiter (1957; deutsch: Auf den Monden des Jupiter)
- Lucky Starr and the Rings of Saturn (1958; deutsch: Die Ringe des Saturn)

Einzelromane

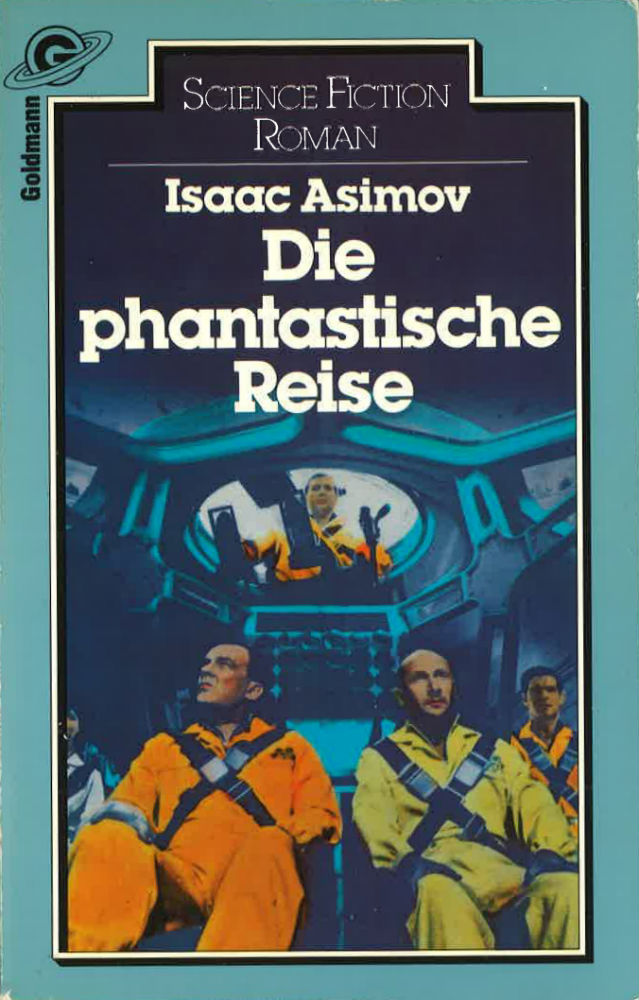
Die phantastische Reise, 1983

- The End of Eternity (1955; deutsch: Am Ende der Ewigkeit, später: Das Ende der Ewigkeit)
- Fantastic Voyage (1966; deutsch: Die phantastische Reise)
- The Gods Themselves (1972; deutsch: Lunatico oder Die nächste Welt)
- Fantastic Voyage II: Destination Brain (1987; deutsch: Doktor Schapirows Gehirn)
- Nemesis (1989; deutsch: Nemesis)
- mit Robert Silverberg: Nightfall (1990; deutsch: Einbruch der Nacht)
- mit Robert Silverberg: Child of Time (1991; deutsch: Kind der Zeit)